# Кагемуша
„Кагемуша“ или „Сянката на воина“ (на японски: 影武者, かげむしゃ; на английски: Kagemusha или The Shadow Warrior) е филм на големия японски режисьор Акира Куросава от 1980 г.

## Сюжет
Действието се развива в размирния за Япония 16 век. Родовете Ода и Такеда водят борба за надмощие. Господарят Такеда Шинген има двойник в лицето на своя брат Такеда Нобукадо, но последният открива още по-убедителна „сянка“ – дребният престъпник Кагемуша, когото спасява от екзекуция. Кагемуша трябва да замества понякога господаря си в опасни моменти. При обсадата на една крепост Такеда Шинген е тежко ранен с куршум от аркебуза. Неговата смърт би се отразила пагубно върху морала на войската му. Когато наистина умира, приближените му правят всичко възможно да скрият истината. Те искат от Кагемуша да се превъплати в образа на Такеда Шинген, но човекът от простолюдието се бои от огромната отговорност, която би поел, представяйки се за великия военачалник. В крайна сметка той приема мисията. Първоначалното недоверие и презрение сред посветените в тайната военачалници и слуги на Такеда постепенно се замества с удивление от актьорските му способности и дори известна симпатия. Кагемуша спечелва искрената любов на внука на Такеда Шинген, но и неприязънта на синът му Такеда Кацуери, който неоснователно се бои, че иска да заграби властта. При злополука с падане от кон съпругите на Такеда Шинген откриват, че по тялото на господаря им липсва белег от раната от аркебуза. Истината не може да бъде крита повече.
Кагемуша отново става обикновен човек, но се измъчва от мисълта, че не се е справил успешно с великата задача.
В битката при Ситарагахара (1573 г.) войските на Такеда Кацуери претърпяват разгром от обединените сили на Ода Нобунага и Токугава Иеясу. Виждайки гибелта на елитните отряди на Такеда, Кагемуша, в когото завинаги се е въплътил част от духът на Такеда Шинген, се хвърля в битката и загива под вражеските куршуми.

## Актьори и персонажи
- Тацуя Накадаи – Кагемуша (човек от простолюдието, двойник на Шинген) и Такеда Шинген (водач на клана Такеда)
- Цутому Ямадзаки – Такеда Нобукадо (брат на Такеда Шинген, негов помощник и двойник)
- Кеничи Хигавара – Такеда Кацуыори (син на Такеда Шинген, водач на клана Такеда след разкриване самоличността на Кагемуша)
- Джинпачи Назу – Сохачиро Цучия
- Хидачи Отаки – Масакаге Ямагата (стар военачалник на клана Такеда)
- Дайсуке Риу – Ода Нобунага (водач на клана Ода)
- Масаюки Юи – Токугава Иеясу (съюзник на Ода Нобунага)

## Екип
- Сценарий – Масато Иде, Акира Куросава
- Режисура – Акира Куросава
- Оператори – Асаичи Накаи, Кацуо Миягава, Шоджи Уеда, Такао Сайто
- Композитор – Шиничиро Икебе
- Художник – Юширо Мираки
- Продуценти – Франсис Форд Копола, Акира Куросава, Джордж Лукас, Томоюки Танака

## Награди
- 1980 г. – Награда „Златна палма на ветровете“ на Филмовия фестивал в Кан.
- 1980 г. – Награда „Най-добър филм“ и „Най-добър поддържащ актьор“ за Цутому Ямадзаки на Хочи Филм Ейуърдс (Hochi Film Awards), Япония.
- 1981 г. – Награда „Най-добра режисура“ и „Най-добри костюми“ на БАФТА (BAFTA Film Award).
- 1981 г. – Награда „Давид на Донателло“ за „Най-добра режисура“ и „Най-добра продуцентска работа“ на Френсис Форд Копола и Джордж Лукас.
- 1981 г. – Награда „Сезар“ за „Най-добър чуждестранен филм“.
- 1981 г. – Награда „Синя лента“ за „Най-добър филм“ на Акира Куросава, „Най-добра мъжка роля“ на Тацуя Накадаи, „Дебют“ на Дайсуке Риу от Блу Рибън Ауърдс (Blue Ribbon Awards), Токио.
- 1981 г. – Награда „Сребърна лента“ за „Най-добър режисьор на чуждестранен филм“ от Италианския национален съюз на филмовите журналисти.
- 1981 г. – Награда „Най-добър актьор“ за Тацуя Накадаи, „Най-добър художник“ за Юширо Мираки, „Най-добра режисура“, „Най-добър филм“ и за музика на Шиничиро Икебе от Майничи Филм Конкурс (Mainichi Film Concours), Токио.
- 1981 г. – Награда „Най-добър поддържащ актьор“ за Цутому Ямадзаки от Кинима Джъмпо Ауърдс (Kinema Junpo Awards), Токио.

## Номинации
- 1981 г. – Номинации за „Оскар“ в категориите „Най-добър чуждестранен филм“ и „Най-добър художник“ за Юширо Мираки.
- 1981 г. – Номинации в категориите „Най-добър филм“ и „Най-добра опероторска работа“ на BAFTA Film Award.
- 1981 г. – Номинация за „Златен глобус“ в категорията „Най-добър чуждестранен филм“.